# Judit Kormos
Judit Kormos (Boedapest, 11 mei 1970) is een Britse taalkundige. Ze is hoogleraar en de directeur van Studies voor het MA TESOL-afstandsprogramma aan de Afdeling Taal- en Engelse Taal aan de Universiteit van Lancaster. Ze staat bekend om haar werk over motivatie bij het verwerven van een tweede taal en zelfregulering bij het schrijven van een tweede taal. Haar huidige interesse gaat uit naar dyslexie bij het leren van een tweede taal.
Samen met Rosa Manchón is ze bekend om haar werk over de cognitieve dimensie van de verwerving en het gebruik van tweede talen, met de nadruk op de psycholinguïstische dimensie van tekstproductie en samen met Cumming, Hyland, Manchón, Matsuda, Ortega, Polio, Storch en Marjolijn Verspoor werd ze beschouwd als een van de invloedrijkste onderzoekers op het gebied van schrijven in een tweede taal.

## Carrière
Kormos studeerde in 1994 af aan de Loránd Eötvös-universiteit in Boedapest en promoveerde in 1999 aan deze universiteit. Haar doctoraat werd begeleid door Zoltán Dörnyei. Kormos begon in 2008 als docent aan de Universiteit van Lancaster en werd  in 2012 bevorderd tot lector. Als titel van haar lectoraat koos ze Second Language Acquisition. Op 8 januari 2015 kreeg Kormos een persoonlijke leerstoel en haar titel werd "Professor of Second Language Acquisition".
Momenteel is ze de coördinator van het Dyslexia For Teachers Of English Foreign Language Project, gefinancierd door de Europese Commissie. Sinds 2011 is ze lid van de redactie van het Journal of Second Language Writing. Ze was redacteur van Special Thematic Issues en Associate Journal Editor van het leren van talen.
In 2012 werd Kormos geïnterviewd door de Hongaarse televisiezender ATV over recente wijzigingen in het onderwijsbeleid voor vreemde talen in Hongarije. Ze markeerde de belangrijke rol van het onderwijzen van studenten om onafhankelijk en autonoom vreemde talen te leren met behulp van moderne technologische hulpmiddelen. Op 21 mei 2014 heeft Pearson Education een nieuwe serie videocolleges over dyslexie en het leren van vreemde talen op YouTube uitgebracht. Kormos komt in de eerste video van de serie voor en bespreekt de psychologische effecten van dyslexie op de processen van het leren van een vreemde taal.
In 2014 werd Kormos samen met een Europees team uit vijf partnerlanden beloond met de ELTons-prijs van de British Council in de categorie Excellence in Course Innovation.

## Onderzoek
Op 20 juni 2014 werd ze geciteerd in de Education-webpagina van the Guardian in een recent artikel over het onderwijzen van talen aan studenten met een handicap. Kormos zei dat lesmethoden en materialen moeten worden aangepast voor dyslectische studenten, in plaats van ze uit de tweede taallessen te halen. Dyslectische studenten kunnen met succes een andere taal leren en moeten daartoe een kans krijgen. De leraar moet zich bewust zijn van de dyslexie en een beetje anders lesgeven. Leraren zouden bijvoorbeeld meer visueel materiaal moeten toevoegen, dingen moeten voordoen en zaken iets explicieter moeten uitleggen dan aan andere studenten. Sommige leerlingen zijn meer ontvankelijk voor auditieve kanalen van leren, anderen voor visuele. Daarom kan het gebruik van een combinatie van beide heel effectief zijn.

## Academische prijzen
- 2012: Duke of Edinburgh boekenprijs shortlist[15]
- 2012: Pilkington Teaching Award[16]
- 2013: National Teaching Fellowship[17][18]

### Boeken
- Kontráné Hegybíró, E., & Kormos, J. (2006). Testing for language teachers. Budapest: Okker Kiadó.
- Kormos, J. (2006). Speech production and second language acquisition. (Cognitive sciences and second language acquisition). Mahwah, N.J.: Lawrence Erlbaum Associates.
- Kormos, J., & Kontra, E. H. (2008). Language learners with special needs: an international perspective. Bristol: Multilingual Matters.
- Kormos, J., & Smith, A. M. (2012). Teaching foreign languages to learners with specific learning differences. Bristol: Multilingual Matters.
- Kormos, J. (Editor) (2014). Speech production and second language acquisition. Routledge. ISBN 978-0805856583
- Dóczi, B., & Kormos, J. (2016). Longitudinal developments in vocabulary knowledge and lexical organization. New York: Oxford University Press.
- Kormos, J. (2017). The Second Language Learning Processes of Students with Specific Learning Difficulties. (Second Language Acquisition Research Series). New York: Routledge

### Artikelen
- Kormos, J. (1999). Simulating conversations in oral proficiency assessment: A conversation analysis of role-plays and non-scripted interviews in language exams. Language Testing, 16(2), 163-188. doi:
- Kormos, J. (1999). Monitoring and self-repair in L2. Language Learning, 49(2), 303-342. doi:
- Dörnyei, Z., & Kormos, J. (2000). The role of individual and social variables in task performance. Language Teaching Research, 4(3), 275-300. doi:
- Kormos, J. (2000). The timing of self-repairs in second language speech production. Studies in Second Language Acquisition, 22(2), 145-169. doi:
- Kormos, J. (2000). The role of attention in monitoring second language speech production. Language Learning, 50(2), 343-384. doi:
- Németh, N., & Kormos, J. (2001). Pragmatic aspects of task performance: The case of argumentation. Language Teaching Research, 5(3), 213-240. doi:
- Kormos, J., Kontra, E. H., & Csölle, A. (2002). Language wants of English majors in a non-native context. System, 30(4), 517-542. doi:
- Albert, Á., & Kormos, J. (2004). Creativity and narrative task performance: An exploratory study. Language Learning, 54(2), 277-310. doi:
- Kormos, J. & Dénes M. (2004). Exploring measures and perceptions of fluency in the speech of second language learners. System, 32(2), 145-164.
- Kormos, J., & Csizér, K. (2007). An interview study of inter-ethnic contact and its role in language learning in a foreign language environment. System, 35(2), 241-258. doi:
- Kormos J. & Csizér K. (2008). Age‐related differences in the motivation of learning English as a foreign language: Attitudes, selves, and motivated learning behavior. Language Learning, 58(2), 327-355. doi:
- Kormos, J., & Sáfár, A. (2008). Phonological short term-memory, working memory and foreign language performance in intensive language learning. Bilingualism: Language and Cognition, 11(2), 261-271. doi:
- Kormos, J., Csizér, K., & Sarkadi, Á. (2009). The language learning experiences of students with dyslexia: lessons from an interview study. Innovation in Language Learning and Teaching, 3(2), 115-130. doi:
- Csizér, K., & Kormos, J. (2009). Modelling the role of inter-cultural contact in the motivation of learning English as a foreign language. Applied Linguistics, 30(2), 166-185. doi:
- Csizér, K., Kormos, J., & Sarkadi, Á. (2010). The dynamics of language learning attitudes and motivation : lessons from an interview study of dyslexic language learners. The Modern Language Journal, 94(3), 470-487. doi:
- Csizér, K., & Kormos, J. (2010). A comparison of the foreign language learning motivation of Hungarian dyslexic and non-dyslexic students. International Journal of Applied Linguistics, 20(2), 232-250. doi:
- Kiddle, T., & Kormos, J. (2011). The effect of mode of response on a semi-direct test of oral proficiency. Language Assessment Quarterly, 8(4), 342-360. doi:
- Kormos, J. (2011). Task complexity and linguistic and discourse features of narrative writing performance. Journal of Second Language Writing, 20(2), 148-161. doi:
- Kormos, J., Kiddle, T., & Csizér, K. (2011). Goals, attitudes and self-related beliefs in second language learning motivation : an interactive model of language learning motivation. Applied Linguistics, 32(5), 495.
- Kormos, J., & Trebits, A. (2012). The role of task complexity, modality and aptitude in narrative task performance. Language Learning, 62(2), 439-472. doi:
- Declerck, M., & Kormos, J. (2012). The effect of dual task demands and proficiency on second language speech production. Bilingualism: Language and Cognition, 15(4), 782-796. doi:
- Kormos, J. (2012). The role of individual differences in L2 writing. Journal of Second Language Writing, 21(4), 390-403. doi:
- Kormos, J., & Kiddle, T. (2013). The role of socio-economic factors in motivation to learn English as a foreign language: the case of Chile. System, 41(2), 399-412. doi:
- Kormos, J., Csizér, K., & Iwaniec, J. (2014). A mixed method study of language learning motivation and inter-cultural contact of international students. Journal of Multilingual and Multicultural Development, 35(2), 151-166. doi:
- Kormos, J., & Csizer, K. (2014). The interaction of motivation, self-regulatory strategies, and autonomous learning behavior in different learner groups. TESOL Quarterly, 48(2), 275-299. doi:
- Lambert, C., & Kormos, J. (2014). Complexity, accuracy and fluency in task-based second language research: toward more developmentally-based measures of second language acquisition. Applied Linguistics, 35(5), 607-614. doi:
- Jahan, A., & Kormos, J. (2015). The impact of textual enhancement on EFL learners’ grammatical awareness. International Journal of Applied Linguistics, 25(1), 46-66. doi:
- Préfontaine, Y., & Kormos, J. (2015). The relationship between task difficulty and second language fluency in French: a mixed-methods approach. The Modern Language Journal, 99(1), 96-112. doi:
- Mazgutova, D., & Kormos, J. (2015). Syntactic and lexical development in an intensive English for Academic Purposes programme. Journal of Second Language Writing, 29, 3-15. doi:
- Préfontaine, Y., Kormos, J., & Johnson, D. E. (2016). How do utterance measures predict raters’ perceptions of fluency in French as a second language? Language Testing, 33(1), 53-73. doi:
- Préfontaine, Y., & Kormos, J. (2016). A qualitative analysis of perceptions of fluency in second language French. International Review of Applied Linguistics in Language Teaching, 54(2), 151-169. doi:
- Lambert, C., Kormos, J., & Minn, D. (2017). Task repetition and second language speech processing. Studies in Second Language Acquisition, 39(1), 167-196. doi:
- Kormos, J. (2017). The effects of specific learning difficulties on processes of multilingual language development. Annual Review of Applied Linguistics, 37, 30-44. doi:
- Indrarathne, B., & Kormos, J. (2017). Attentional processing of input in explicit and implicit learning conditions: an eye-tracking study. Studies in Second Language Acquisition, 39(3), 401-430. doi:
- Kormos, J., & Nijakowska, J. (2017). Inclusive practices in teaching students with dyslexia: Second language teachers’ concerns, attitudes and self-efficacy beliefs on a massive open online learning course. Teaching and Teacher Education, 68, 30-41. doi:
- Kormos, J., & Prefontaine, Y. (2017). Affective factors influencing fluent performance: French learners’ appraisals of second language speech tasks. Language Teaching Research, 21(6), 699-716. doi:
- Indrarathne, B., & Kormos, J. (2018). The role of working memory in processing L2 input: insights from eye-tracking. Bilingualism: Language and Cognition, 21(2), 355-374. doi:
- Kormos, J., Kosak-Babuder, M., & Pizorn, K. (2018). The role of low-level first language skills in second language reading, reading-while-listening and listening performance: a study of young dyslexic and non-dyslexic language learners. Applied Linguistics. doi:
- Indrarathne, H. D. B. N., Ratajczak, M. P., & Kormos, J. (2018). Modelling Changes in the Cognitive Processing of Grammar in Implicit and Explicit Learning Conditions: Insights from an Eye-Tracking Study. Language Learning, 68(3), 669-708. doi:
- Kosak-Babuder, M., Kormos, J., Ratajczak, M., & Pizorn, K. (2019). The effect of read-aloud assistance on the text comprehension of dyslexic and non-dyslexic English language learners. Language Testing, 36(1), 51-75. doi:
- Michel, M., Kormos, J., Brunfaut, T., & Ratajczak, M. (2019). The role of working memory in young second language learners’ written performances. Journal of Second Language Writing, 45, 31-45. doi: